# Čen-ťiang
Čen-ťiang (čínsky pchin-jinem Zhènjiāng, znaky 镇江) městská prefektura v Čínské lidové republice, de patří do provincie Ťiang-su.
Celá prefektura má 3 947 čtverečních kilometrů a v roce 2020 v ní žilo přes tři miliony obyvatel. Z více než 99 % se jednalo o Chany, mezi zastoupenými menšinami jsou Chuejové, Ujgurové a Tataři.

## Poloha
Čen-ťiang leží na jižním břehu Jang-c’-ťiang v jižní části provincie Ťiang-su. Hraničí na západě s Nankingem, na východě s Čchang-čou a na severu (přes Jang-c') s Jang-čou.
Je zde nádraží železniční trati Peking – Šanghaj a vysokorychlostní tratě Šanghaj – Nanking.

## Administrativní členění
Městská prefektura Čen-ťiang se člení na šest celků okresní úrovně, a sice tři městské obvody a tři městské okresy.
| Ťing-kchou Žun-čou Tan-tchu městský okres · Tan-jang městský okres · Jang-čung městský okres · Ťü-žung |        |                       |                    |                                  |
| Název                                                                                                  | Název  | Počet obyvatel (2020) | Rozloha km² (2020) | Hustota zalidnění (obyv. na km²) |
| český přepis                                                                                           | znaky  | Počet obyvatel (2020) | Rozloha km² (2020) | Hustota zalidnění (obyv. na km²) |
| Městské obvody                                                                                         |        |                       |                    |                                  |
| Ťing-kchou                                                                                             | 京口区 | 619 570               | 427                | 1 452                            |
| Žun-čou                                                                                                | 润州区 | 299 956               | 127                | 2 354                            |
| Tan-tchu                                                                                               | 丹徒区 | 347 264               | 635                | 547                              |
| městské okresy                                                                                         |        |                       |                    |                                  |
| Tan-jang                                                                                               | 丹阳市 | 988 900               | 1 047              | 945                              |
| Jang-čung                                                                                              | 扬中市 | 315 462               | 331                | 954                              |
| Ťü-žung                                                                                                | 句容市 | 639 266               | 1 380              | 463                              |
| |        |                       |                    |                                  |
| Celkem                                                                                                 | Celkem | 3 210 418             | 3 947              | 813                              |

## Partnerská města
- Kuching, Malajsie
- Kiskőrös, Maďarsko
- Lac-Mégantic, Kanada
- Cu, Japonsko (1984)
- Tempe, Spojené státy americké (1989)
- İzmit, Turecko (1996)
- Kurašiki, Japonsko (1997)
- Londrina, Brazílie (1997)
- Iksan, Jižní Korea (1998)
- Mannheim, Německo (2004)
- Stavropol, Rusko (2012)